# 气球藻目
氣球藻目（Botrydiales）為藻類植物之一植物目。該植物於植物分類表上，歸於黃藻門（Xanthophyta） (Chromophyta)黃藻綱 (Xanthophyceae) ，同綱者尚有異鞭藻目（Heterochloridales）等等。

## 下级分类
气球藻目只有气球藻科一个科，气球藻科包括以下属：
- Asterosiphon P
- 气球藻属 Botrydium Wallroth, 1815
- Rhizococcum Desmazières, 1831